# بشير يوسف إبراهيم
بشير يوسف إبراهيم (بالإنجليزية: Bashir Yusuf Ibrahim)‏ هو سياسي نيجيري، ولد في 23 يناير 1961 في كانو في نيجيريا. حزبياً، نشط في حزب الشعب الديمقراطي.